# Ucholowski rajon
Der Ucholowski rajon (russisch Ухоловский район) ist ein Rajon in der Oblast Rjasan in Russland. Das Verwaltungszentrum des Rajons ist die Siedlung städtischen Typs Ucholowo.

## Geographie
Der Ucholowski rajon grenzt im Norden an den Korablinski rajon sowie den Saposchkowski rajon, im Westen an den Rjaschski rajon, im Osten an den Sarajewski rajon, im Süden an den Alexandro-Newski rajon.
Das Klima ist gemäßigt kontinental.
Der Rajon gliederte sich in eine Stadtgemeinde und 4 Landgemeinden.

## Geschichte
Der Ucholowski rajon wurde im Jahre 1929 gegründet.

## Politik
Oberhaupt des Rajons ist Nikolaj Koschin.